# Monastero di Mar Taqla
Il Monastero di Mar Taqla (Santa Tecla) ( arabo: دير مار تقلا ) è un convento greco-ortodosso a Ma'lula, in Siria. È amministrato dal Patriarcato greco-ortodosso di Antiochia. Il convento sorse nel 1935 intorno alla grotta di Santa Tecla.

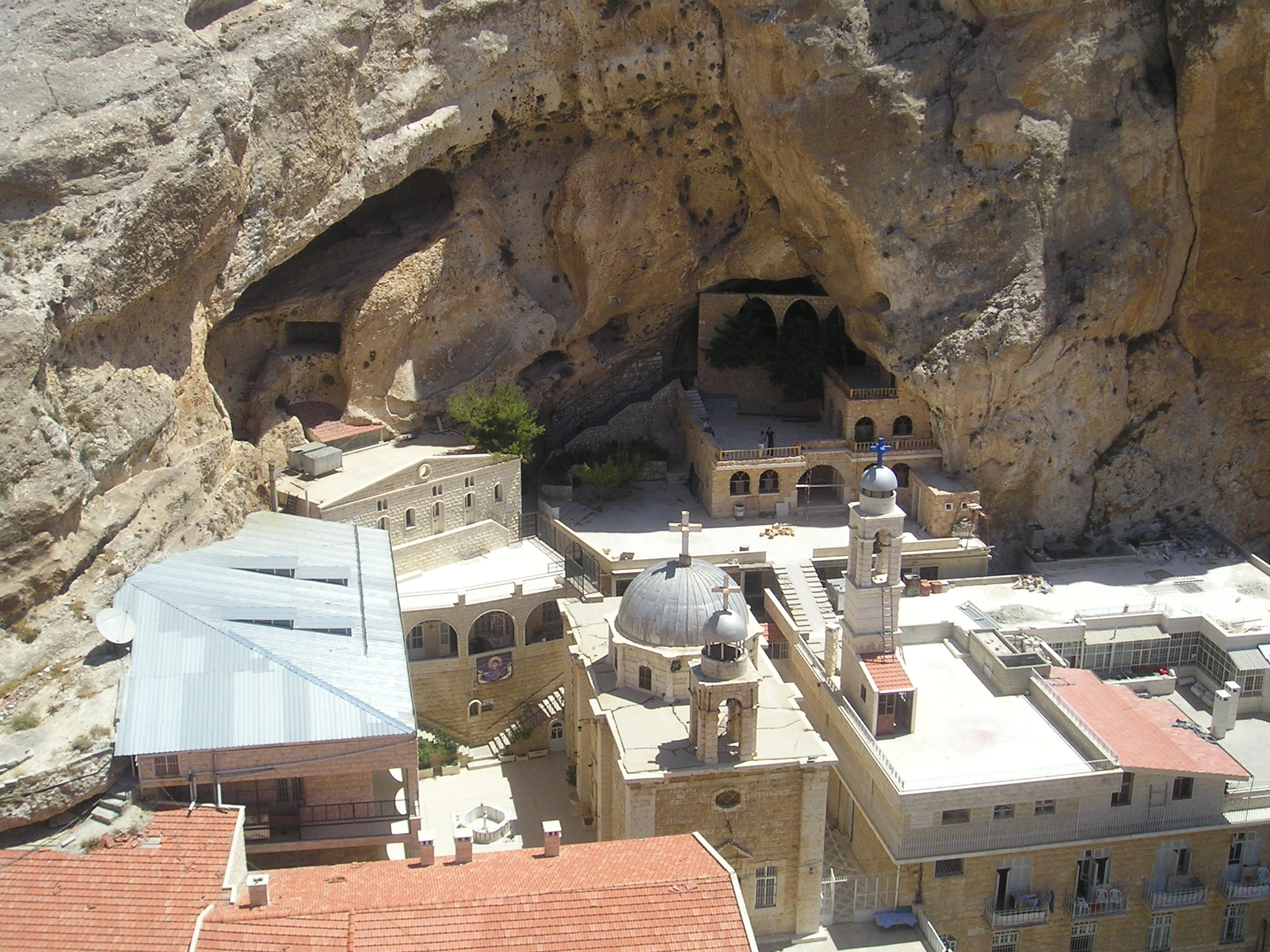
Chiesa di Santa Tecla

## Posizione
Il monastero si trova a nord-est di Damasco ad un'altitudine di 1600 metri sotto la regione montuosa di Qalamoun. Il villaggio di Ma'lula' è isolato e naturalmente protetto, il che può in gran parte spiegare la continua adesione dei suoi abitanti al cristianesimo ed alla lingua aramaica. Questo convento è un importante luogo di pellegrinaggio cristiano in Siria.
Il nome "Ma'lula", che significa 'ingresso' in aramaico, si riferisce alla posizione del paese all'inizio di uno stretto valico tra due ripide colline.

## Leggenda di Santa Tecla
Secondo la leggenda Tecla era una ragazza che apparteneva ad una nobile famiglia pagana di Qalamoun. All'età di 18 anni, Tecla fuggì di casa. Suo padre aveva combinato il suo matrimonio con un pagano, ma lei voleva essere cristiana. Nella versione più comune della sua storia, i soldati romani la inseguirono a Qalamoun. Giunta nelle vicinanze di Ma'lula, trovò la via sbarrata da un'altura rocciosa; eppure, nel momento in cui ha pregato per la misericordia di Dio, la barriera è stata miracolosamente divisa. Questo miracolo le permise di passare nella grotta e sfuggire alla cattura e alla morte. Tecla trascorse il resto della sua vita lì.
Nella grotta Tecla scavò una sorgente naturale. I fedeli credono che queste siano acque sacre che possono curare la paralisi, i reumatismi e l'infertilità. Tecla ha trascorso la sua vita guarendo i malati e predicando la fede cristiana, morendo infine all'età di 90 anni. È sepolta nella grotta.

## Storia
La regione di Qalamoun divenne cristiana nel IV secolo, periodo in cui furono fondati i primi monasteri: infatti, i manoscritti cristiani di questo periodo sono stati conservati dai monaci di Ma'lula. Dopo il suo arrivo nel VII secolo, l'Islam penetrò lentamente nella regione di Qalamoun, stabilendosi gradualmente nella prima catena e nelle pianure circostanti prima di diffondersi nella seconda catena nel IX secolo. Tuttavia, l'ostinata resistenza cristiana fermò la penetrazione islamica nel XVI e XVII secolo.
Il monastero di Santa Tecla e la chiesa di San Giovanni Battista furono ricostruiti nel 1756, secondo la cronaca di Mikha'il al-Burayk. Il console russo Uspensky registra quattro monaci a Santa Tecla nel 1840. Nel 1906 fu costruita una chiesa presso la grotta sui resti di un'antica chiesa di data sconosciuta. La costruzione del convento fu iniziata nel 1935 e nel 1959 fu aggiunto un secondo piano. Il piano terra del convento di Santa Tecla ospita una sala di ricevimento, refettorio e sale espositive per la vendita di manufatti religiosi; il secondo piano è interamente occupato dalle celle delle monache. Appena sotto l'edificio si trova una cucina, comprensiva di una pietra da forno usata per fare il pane; al di sopra, un altro edificio del 1888 è stato recentemente restaurato come residenza patriarcale. Nel 1934 fu costruita una foresteria per turisti e visitatori. Una scala in cima all'edificio principale del convento conduce direttamente al santuario di Santa Tecla, una grotta rupestre che risale ai primi secoli cristiani. La grotta è suddivisa in una sorgente sacra e due chiesette, recentemente ammodernate.

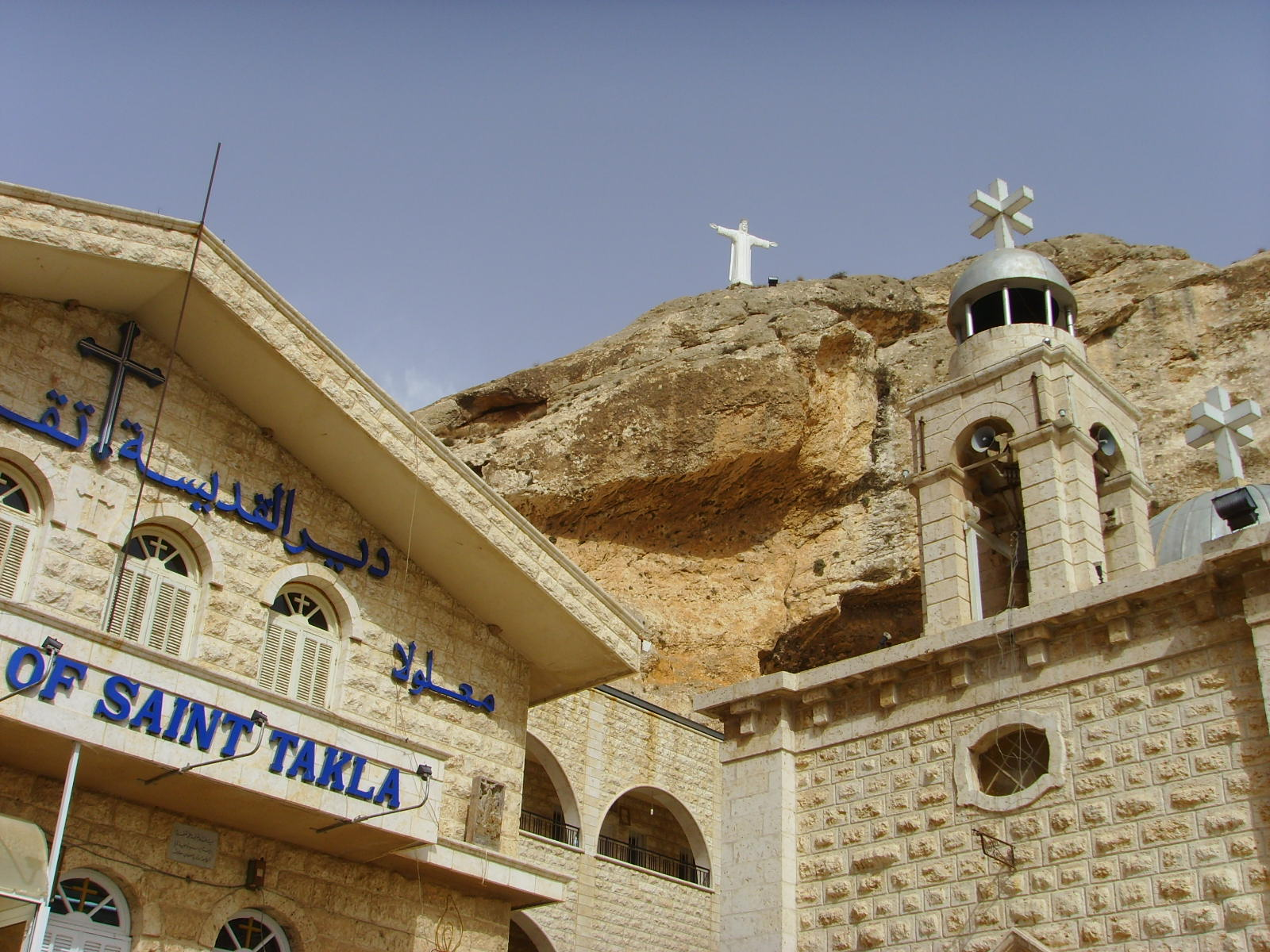
Chiesa Ortodossa

## Icone
Le icone si trovano nell'iconostasi della chiesa conventuale di San Giovanni Battista, nella grotta del santo e nell'ala della madre superiora. Ad eccezione di alcune icone contemporanee del Novecento, risalgono dalla metà del Settecento alla fine dell'Ottocento.

### Icone del Settecento
Tre esempi dell'opera del patriarca Silvestro sono esposti nella chiesa di San Giovanni Battista.
- La prima icona rappresenta Cristo, che benedice con la mano destra e tiene in grembo il Vangelo con la sinistra. San Giovanni Battista sta in piedi a sinistra, proteso verso Cristo e benedice con la mano destra, mentre la sua sinistra è ripiegata su un documento aperto in arabo, con la scritta: "Ecco l'Agnello di Dio, che toglie i peccati del mondo".
- La seconda icona rappresenta la Vergine Maria , il Bambino al braccio sinistro, proteso verso la madre con lo sguardo fisso sullo spettatore. Alla destra della coppia si erge Santa Tecla, che porta nella mano destra una croce decorativa di metallo e con la sinistra fa il segno della pace.
- La terza icona rappresenta l'Annunciazione : l' angelo Gabriele offre una rosa a Maria, che la raggiunge.

La grotta contiene due icone.
- La prima icona mostra la Resurrezione; Cristo, trasfigurato nella luce, benedice con la mano destra e porta uno stendardo nella sinistra. A destra siede un angelo ea sinistra donne che portano profumi; in basso ci sono tre guardie in posizioni diverse. Dietro la scena c'è la città e i giardini circostanti, la prima luce del mattino che sorge su di loro.
- La seconda icona rappresenta la Natività della Vergine, in cui la bambina Maria viene innalzata sulla mano dell'angelo per essere incoronata e investita dello Spirito Santo .

L'ala del convento della madre superiora contiene molte altre icone. Un'icona rappresenta l'arcangelo Michele , un'altra icona Mosè il Nero . Una terza icona rappresenta Sant'Elia seduto alla porta della sua caverna mentre i corvi gli portano il cibo.
Il santuario della chiesa conventuale contiene un'icona raffigurante due santi, probabilmente San Cosma e Damiano.

### Icone dell'Ottocento
Le icone ottocentesche si trovano anche nella chiesa del convento. Il gruppo principale, sul registro superiore dell'iconostasi, rappresenta la Natività della Vergine, la Purificazione, la Dormizione , il Battesimo di Cristo, la Trasfigurazione , la Discesa dalla Croce, la Resurrezione e la Pentecoste . Separatamente, ci sono tre grandi icone dipinte su tessuto. La prima icona in tessuto rappresenta Santa Tecla e le altre due un assortimento di scene bibliche e agiografiche .
Una croce di legno nella chiesa del convento mostra al centro il Signore Crocifisso, circondato dalla Vergine, San Giovanni Apostolo e i simboli dei quattro Evangelisti . Nelle vicinanze si trova un'icona dei Santi Sergio e Bacco a cavallo in divisa militare.
L'ultimo gruppo di icone appartiene alla scuola di Gerusalemme, nota per la sua fusione tra iconografia tradizionale orientale e stili pittorici europei. Tra di loro ci sono quattro icone del più grande rappresentante della scuola, Mikha'il Mhanna al-Qudsi.